# Robin Hood Gardens
Robin Hood Gardens es una urbanización residencial en Poplar, Londres, diseñada a fines de la década de 1960 por los arquitectos Alison y Peter Smithson y terminada en 1972. Fue construido como una urbanización municipal con viviendas distribuidas en " calles en el cielo ": viviendas sociales caracterizadas por anchos pasillos aéreos en largos bloques de hormigón, al igual que la urbanización Park Hill en Sheffield; fue informado y una reacción contra la Unité d'Habitation de Le Corbusier. La finca fue construida por el Greater London Council, pero posteriormente el distrito londinense de Tower Hamlets se convirtió en el propietario.
El plan, el primer proyecto de vivienda importante construido por los Smithson, constaba de dos bloques, uno de diez y otro de siete plantas; Encarnaba ideas publicadas por primera vez en su fallido intento de ganar el contrato para construir Golden Lane Estate.
Un plan de reurbanización, conocido como Blackwall Reach, implica la demolición de Robin Hood Gardens como parte de un proyecto de regeneración local más amplio que fue aprobado en 2012. En 2009, el gobierno rechazó un intento apoyado por varios arquitectos notables para evitar la reurbanización asegurando el estatus de lista para la propiedad. La demolición del bloque occidental se inició en diciembre de 2017. El bloque este, que todavía está habitado por inquilinos, será demolido más tarde. El sitio contendrá 1.575 residencias.
Parte del edificio ha sido conservado por el Victoria and Albert Museum y se presentó en la Bienal de Arquitectura de Venecia en 2018.

## Localización

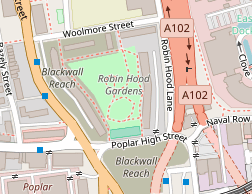

La finca de Robin Hood Gardens estaba en un sitio estrecho, en Poplar, en el este de Londres. Al sur está Poplar High Street y luego la A1261; al norte de Woolmore Street, luego A13 East India Dock Road; al oeste está Cotton Street, que une la A13 con Isle of Dogs y Canary Wharf, mientras que al este está Robin Hood Lane y la A102 Blackwall Tunnel Northern Approach Road.
En 1885, los insalubres barrios marginales consecutivos fueron reemplazados por siete bloques de viviendas conocidos como Grosvenor Buildings. Estos fueron demolidos en 1965, con lo cual cinco acres estuvieron disponibles uniendo otros espacios abandonados.
El complejo estaba en el extremo norte del túnel Blackwall, donde se construyó una estación del Docklands Light Railway en la década de 1990 para unir la ciudad de Londres con Canary Wharf. Estaba a la vista de la cercana Balfron Tower, ambos ejemplos muy visibles de arquitectura brutalista.

## Descripción

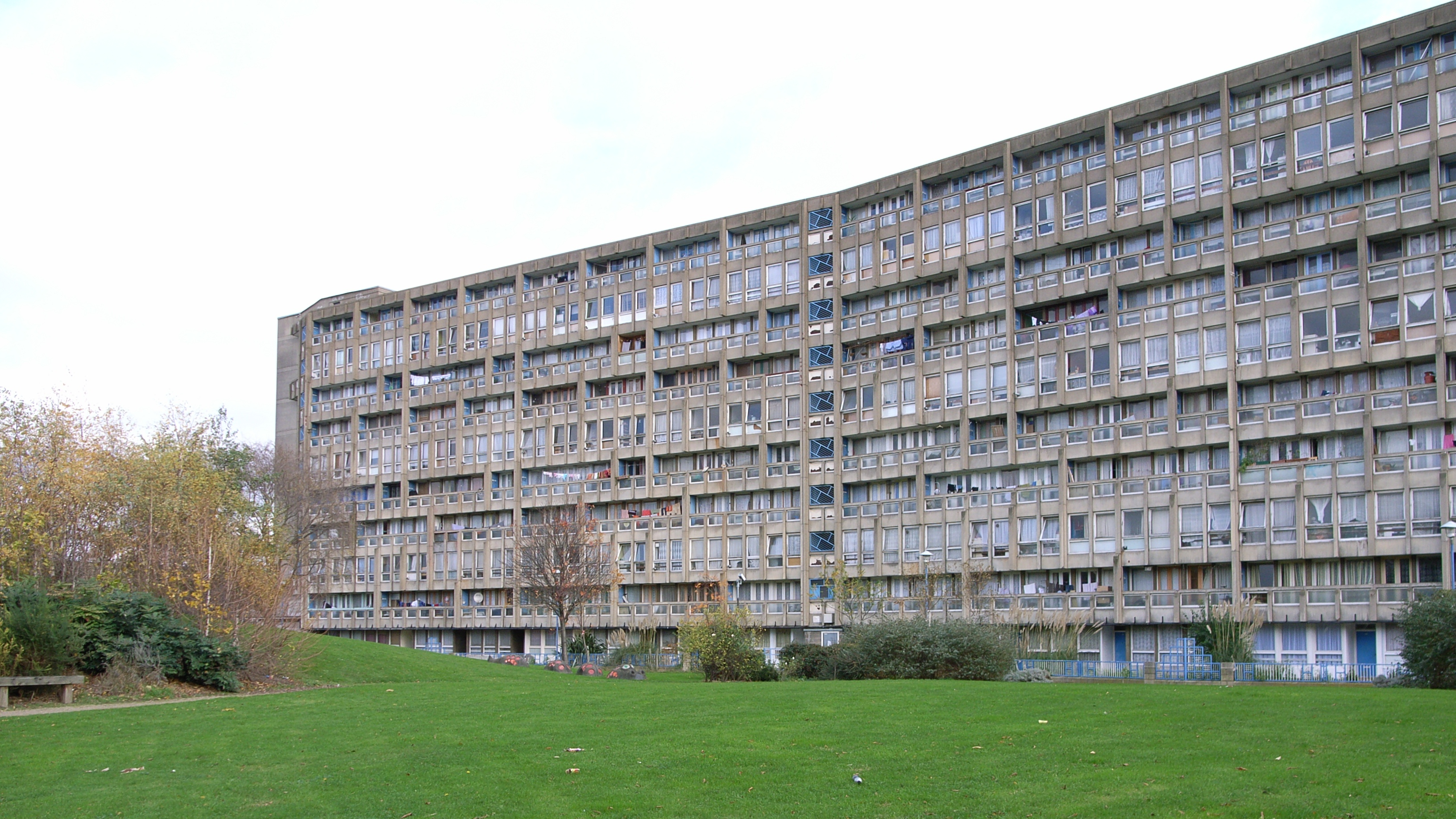
El lado oeste (lado interior) del bloque este de 10 pisos

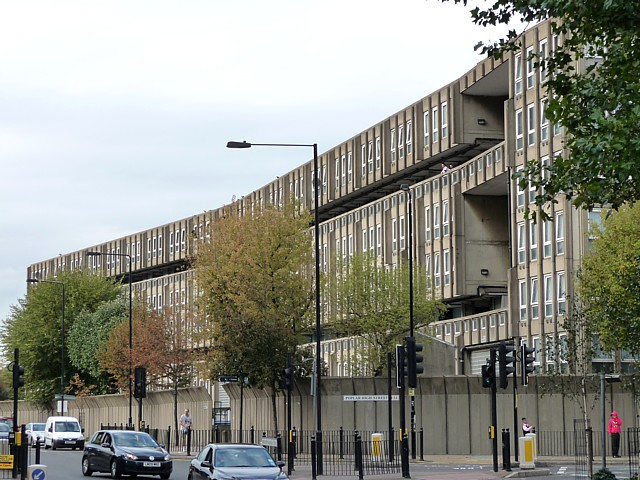
El lado oeste (lado exterior) del bloque oeste

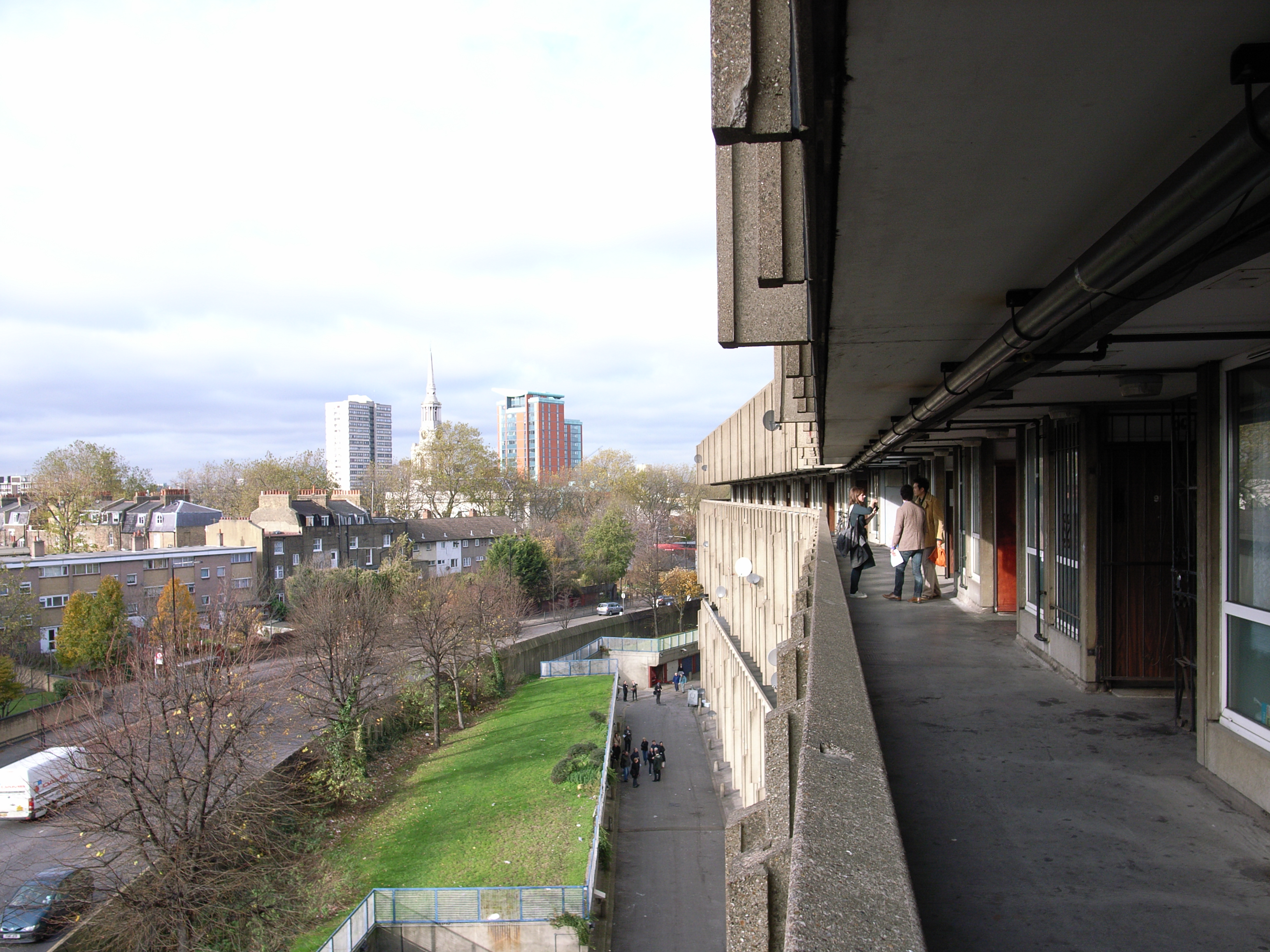
Calles en el cielo, mirando al noroeste a través de Cotton Street

Los Smithson eran arquitectos influyentes del grupo Architectural Association, que no habían logrado ganar el contrato de Golden Lane Estate, pero publicaron y promovieron su diseño radical. Propusieron que el edificio no era la unidad fundamental de la arquitectura, sino la red de caminos que sí lo era. No colocaron los edificios en una cuadrícula rectilínea fija como era normal para los edificios modernistas, sino en los caminos utilizados por los residentes. Vieron que las necesidades del peatón eran diferentes a las del conductor y el vehículo de servicio. Los caminos en el cielo habían sido utilizados antes por arquitectos, como Spangenblok Housing (1912) de Michiel Brinkman en Róterdam, pero estaba ligado al patrón de calles existente, y los caminos que los Smithsons propusieron usar en Golden Lane fueron independiente y no rectilíneo. Robin Hood Gardens fue una implementación física de estos principios anteriores.

### Inmuebles
La finca constaba de dos bloques largos y curvos enfrentados entre sí a través de un espacio verde central, y en total cubría 1,5 ha. Los bloques eran de diez pisos (oeste) y siete pisos (este), construidos con bloques de losas de hormigón prefabricado y contienen 213 viviendas. La construcción comenzó en 1968, los primeros pisos se abrieron en 1971 y el plan en su conjunto se completó en 1972 a un costo de 1 845 585 libras esterlinas. En el área verde central había una pequeña colina construida por el hombre.

### Espacio vital
Los pisos en sí eran una mezcla de apartamentos de una sola planta y dúplex de dos pisos, con dos a seis dormitorios. Los dúplex se diseñaron con las habitaciones orientadas hacia el interior protegiendo a los residentes del ruido del tráfico. Otra característica de diseño fueron los amplios balcones (las "calles") en cada tercer piso, el concepto era proporcionar un espacio público que fomentara la interacción. Se proporcionaron alcobas llamadas "espacios de pausa" junto a las puertas de entrada en las "calles" que los Smithson esperaban que los residentes personalizaran y donde los niños jugarían. Al igual que con muchos otros bloques de viviendas municipales en el Reino Unido, las tenencias se diversificaron un poco e incluyeron inquilinos de viviendas sociales, arrendatarios que ejercían el derecho a comprar y propietarios privados posteriores, y arrendatarios privados de arrendatarios.

## Recepción
El diseño de la finca contenía muchos defectos. El concepto de "calles en el cielo" a menudo no funcionaba en la práctica. Los pasillos y especialmente las escaleras cerradas contenían numerosos puntos ciegos, incluidos los nichos frente a las puertas. A diferencia de una verdadera calle de la ciudad, había una falta de transeúntes regulares que actuaran como disuasivo del crimen y el desorden. Este es el concepto al que Jane Jacobs se refiere como "ojos en la calle" en La muerte y la vida de las grandes ciudades estadounidenses. Esto se debió a que las pasarelas no eran vías públicas y en su mayoría terminaban en un callejón sin salida sobre el suelo. Como resultado, las únicas personas que compartían los pasillos con sus residentes eran los traficantes de drogas y los atracadores que los atacaban. Además, un residente no podría escapar fácilmente del problema si lo encontrara en la pasarela.
El hormigón expuesto se resistió mal y en el momento de la demolición estaba en mal estado. El sitio también estaba aislado de sus alrededores por carreteras, y la decisión de diseño de convertir todo el desarrollo hacia adentro, una situación que empeoró al rodearlo con un muro de concreto similar a una prisión, significó que la posibilidad de cualquier gracia salvadora de una relación positiva con su entorno se perdió.
Una tesis doctoral de 1982 da un veredicto condenatorio: "En nuestra opinión, el acceso al edificio está mal concebido: se abusa de la zona 'libre de estrés': la falta de privacidad común es una preocupación constante: la escritura viciosa- on the-wall es difícil de ignorar y, sin lugar a dudas, está relacionado con gran parte del vandalismo sin sentido que ha destruido las instalaciones comunes. Los inquilinos no hacen uso de las cubiertas y, en consecuencia, la idea de 'calle' no tiene ninguna validez fáctica… [Nuestra] valoración final debe ser que, socialmente, el edificio no funciona. La estética de Smithson, argumentada lúcidamente, fracasa en Robin Hood ".

## Planes de reurbanización
El Consejo declaró que el sitio era parte de un área de regeneración más grande llamada Blackwall Reach, delimitada por East India Dock Road al norte, Blackwall Tunnel Northern Approach (A102) y East India Docks al este, Aspen Way al sur y Cotton Calle al oeste. Planea proporcionar 1,575 casas nuevas en un área ampliada junto con mejoras a la escuela primaria, un nuevo parque y otras instalaciones comunitarias. Solo 698 de las unidades (45%) serán "asequibles" 
En abril de 2010, Tower Hamlets preseleccionó a grupos de arquitectos, asociaciones de vivienda y desarrolladores para emprender el proyecto de £ 500 millones. Antes del anuncio final, los diseños de los edificios de reemplazo fueron condenados en The Observer como "tarifa genérica de los desarrolladores, sin... sentido de lugar".
La Asociación de Vivienda Swan fue seleccionada, con un plan para reemplazar la propiedad actual de 252 viviendas con hasta 1.700, de las cuales 700 serían para vivienda social y propiedad compartida. También incluiría espacios abiertos, instalaciones comunitarias y mejores conexiones con el área circundante.
Los planes de demolición fueron aprobados por el Consejo de Tower Hamlets el 15 de marzo de 2012. La aprobación final de la planificación para el plan de remodelación se otorgó en diciembre de 2012.
Hubo un largo período para limpiar los pisos de sus residentes, tanto inquilinos como propietarios que se habían aprovechado del derecho a comprar. Un estudio de caso publicado en la revista The Big Issue muestra que el ayuntamiento le ofreció 178.000 libras esterlinas a un propietario por su apartamento de dos habitaciones en Robin Hood Gardens, cuando una propiedad equivalente en Poplar costaría 347.000 libras esterlinas. Si aceptaba una propuesta de propiedad compartida, pasarían siete años antes de que recuperara la propiedad total.

## Intentos de conservación

### Primera campaña

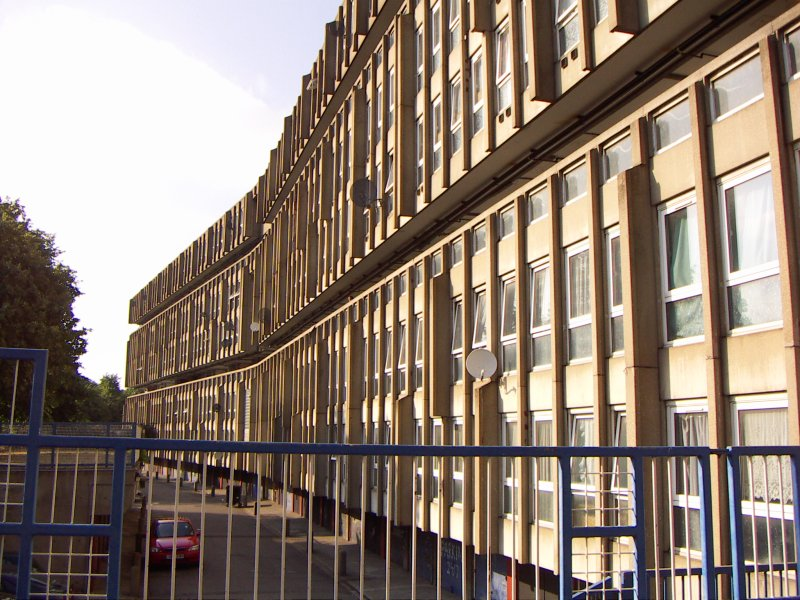
Robin Hood Gardens

En 2008, la revista Building Design y la Twentieth Century Society organizaron una campaña para que Robin Hood Gardens figurara como un hito histórico para salvarlo de la destrucción, con el apoyo de Richard Rogers y la difunta Zaha Hadid; esta última lo contaba como su edificio favorito en Londres. Sin embargo, English Heritage no apoyó la propuesta, y sus comisionados anularon el consejo de su propio comité asesor. Esto se debió a que no cumplía plenamente con los criterios estrictos para enumerar los edificios de la posguerra, y porque el diseño del edificio había sufrido serias deficiencias desde el principio, ya que los diseñadores se vieron obligados a comprometerse en varios problemas, incluido el ancho de las cubiertas de acceso..
La campaña para salvar Robin Hood Gardens obtuvo muy poco apoyo de quienes realmente tenían que vivir en el edificio, con más del 75% de los residentes apoyando su demolición cuando fueron consultados por la autoridad local. La propia encuesta de un residente, publicada en Building Design en junio de 2009, encontró que el 80% de los residentes querían que se renovara. En octubre de 2009, el concejal de la oposición Tim Archer (conservador) acusó al Consejo de ignorar los problemas de mantenimiento para alentar a los residentes a mudarse.
En mayo de 2009, el ministro de Cultura, Andy Burnham, reiteró una decisión anterior del gobierno de no incluir la propiedad en la lista y también otorgó un Certificado de inmunidad de la lista, lo que significa que la estructura no podría reconsiderarse para su inclusión en la lista durante al menos cinco años. Esta decisión ministerial respaldó la recomendación de English Heritage de que Robin Hood Gardens "no es un lugar para que vivan seres humanos" y no merecía la protección legal del patrimonio, dejando el camino abierto para que el Tower Hamlets Council procediera con su demolición y remodelación.

### Segunda campaña
Después de la expiración de una inmunidad de cinco años de inclusión en la lista, la Twentieth Century Society presentó una segunda solicitud para incluirla en la lista y nuevamente fue apoyada por muchos arquitectos, incluido el hijo de los Smithson, Simon Smithson; esto fue rechazado por Historic England en 2015. La demolición del bloque occidental comenzó en agosto de 2017. El bloque este todavía tiene inquilinos y se demolerá más tarde.

### Preservación de V&A
El Victoria and Albert Museum ha rescatado una sección de tres pisos de Robin Hood Gardens. Ha agregado dos secciones del jardín de la propiedad y las fachadas que dan a la calle, incluida una de sus pasarelas elevadas que eran fundamentales para el concepto de "calles en el cielo" de Smithsons. La sección de la fachada alcanza casi los 9 metros de altura y 5,5 metros de ancho, lo que representa una sección completa del patrón repetido de piezas prefabricadas que forman las caras de los edificios. Se incluyen accesorios originales, incluidos los gabinetes que forman algunas de las paredes interiores.

## Los Smithson sobre su trabajo
El proyecto fue el tema de un documental de la BBC The Smithsons on Housing (1970), realizado por Bryan Stanley Johnson, en el que se entrevista a ambos Smithson. Los Smithson reflexionaron sobre el papel del arquitecto y cómo en el siglo XX se les ha exigido implementar varias visiones. En la década de 1920, la necesidad había sido por ciudades jardín aisladas de la ciudad industrializada, esto fue seguido por la necesidad de pisos altos llenos de sol aislados y separados de los servicios en el suelo. Para reconectar a las familias entre sí, los Smithson diseñaron calles en el aire que iban a emular las viviendas adosadas del período georgiano; por diseño, bloquearían el ruido y mirarían hacia un área común verde central.

Aunque Peter Smithson admitió que había sido impulsado por una combinación de urgencia, practicidad e idealismo, afirmó en una entrevista de la década de 1990 que el proyecto había fracasado, aunque culpó en gran medida a los problemas sociales más que a los arquitectónicos por este fracaso.
“En otros lugares se ven puertas pintadas y macetas afuera de las casas, las artes menores de la ocupación, que mantienen vivo el lugar. En Robin Hood no ves esto porque si alguien publicara algo, la gente lo rompería ".
Cuando se le preguntó por qué sentía que este era el caso, Smithson citó los "celos sociales".